# Каштелу-Нову
Каштелу-Нову (порт. Castelo Novo) — район (фрегезия) в Португалии, входит в округ Каштелу-Бранку. Является составной частью муниципалитета Фундан. По старому административному делению входил в провинцию Бейра-Байша. Входит в экономико-статистический субрегион Кова-да-Бейра, который входит в Центральный регион. Население составляет 439 человек на 2001 год. Занимает площадь 40,91 км².

## Галерея

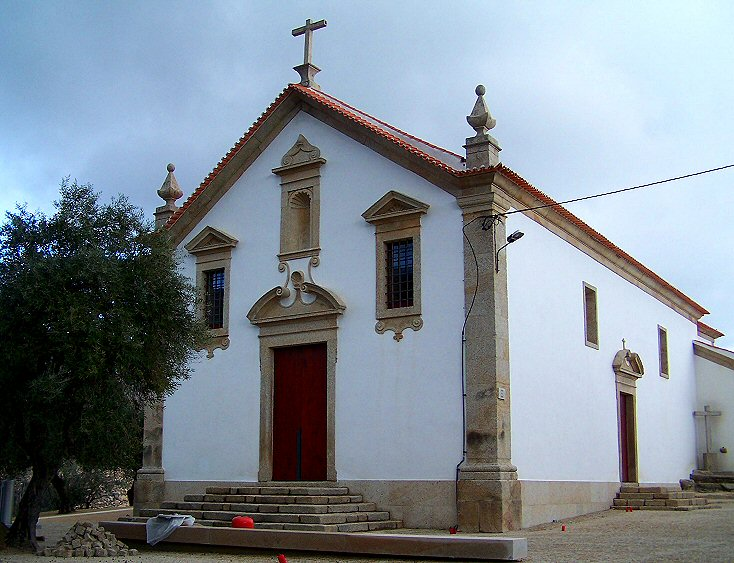
Собор
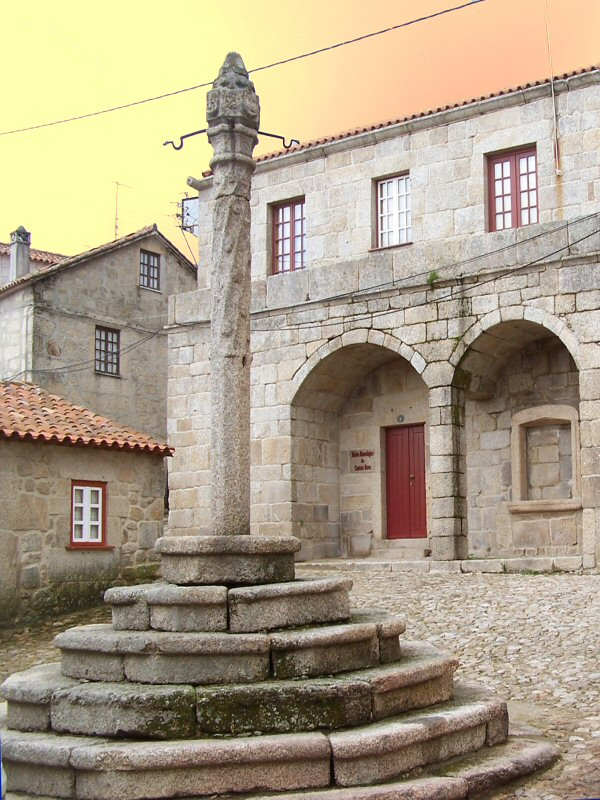
Замок
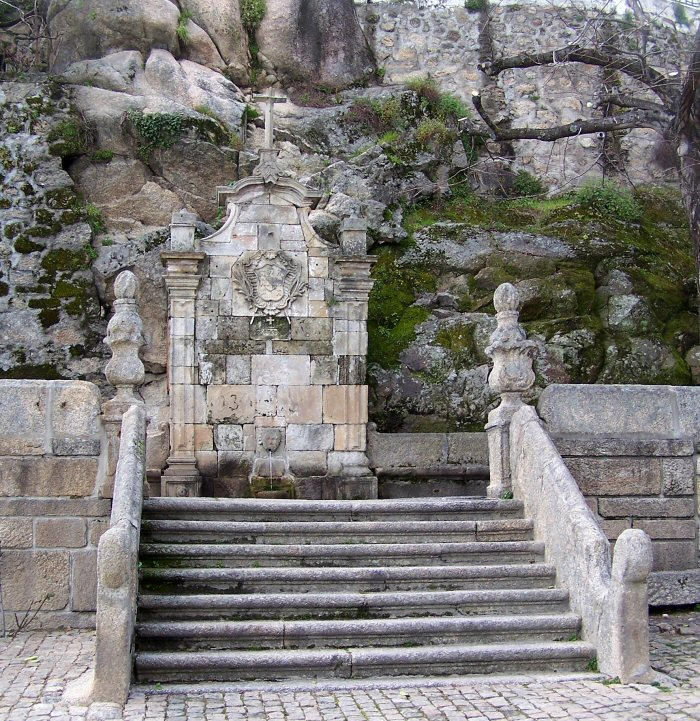
Замок